# Kisielnica (gromada)
Kisielnica – dawna gromada, czyli najmniejsza jednostka podziału terytorialnego Polskiej Rzeczypospolitej Ludowej w latach 1954–1972.
Gromady, z gromadzkimi radami narodowymi (GRN) jako organami władzy najniższego stopnia na wsi, funkcjonowały od reformy reorganizującej administrację wiejską przeprowadzonej jesienią 1954 do momentu ich zniesienia z dniem 1 stycznia 1973, tym samym wypierając organizację gminną w latach 1954–1972.
Gromadę Kisielnica z siedzibą GRN w Kisielnicy utworzono – jako jedną z 8759 gromad – w powiecie łomżyńskim w woj. białostockim, na mocy uchwały nr 18/V WRN w Białymstoku z dnia 4 października 1954. W skład jednostki weszły obszary dotychczasowych gromad Kisielnica, Cydzyn Nowy i Cydzyn Stary oraz miejscowości: kolonia Kisielnica-Nowiny z dotychczasowej gromady Budy-Mikołajka i kol. Gomulnik z dotychczasowej gromady Rogienice Wielkie, wszystkie ze zniesionej gminy Rogienice w tymże powiecie. Dla gromady ustalono 10 członków gromadzkiej rady narodowej.
31 grudnia 1959 z gromady Kisielnica wyłączono wieś Cydzyn Nowy włączając ją do gromady Jeziorko, po czym gromadę Kisielnica zniesiono włączając jej (pozostały) obszar do nowo utworzonej gromady Górki-Sypniewo.